# Бульдозер
Бульдо́зер — самоходная землеройная машина, представляющая собой гусеничный или колёсный трактор, тягач или другое шасси с навесным рабочим органом — криволинейным в сечении отвалом (щитом), расположенным вне базы ходовой части машины.
Служит для послойного копания, планировки и перемещения (на расстояние 10—200 метров) грунтов, полезных ископаемых, дорожно-строительных и других материалов при строительстве и ремонте дорог, гидротехнических и других инженерных сооружений. Также бульдозер применяется при разработке россыпей, на отвалах, при рекультивации, в качестве вспомогательной машины в карьерах. Кроме того, бульдозер используют также как толкач (например, при заполнении самоходных и прицепных скреперов).
Слово «бульдозер» появилось в конце XIX века и относилось к любой силе, способной сдвинуть большую массу. В 1923 году появился бульдозер в современном смысле на базе трактора путём монтажа спереди металлического щита.

## Разновидности бульдозеров
- с неповоротным отвалом, установленным перпендикулярно продольной оси базовой машины;
- с поворотным отвалом, который в горизонтальной плоскости можно устанавливать под углом в обе стороны от продольной оси машины или перпендикулярно к ней;
- универсальные с отвалом из двух шарнирно сочленённых половин, устанавливаемых в горизонтальной плоскости под различными углами к продольной оси машины или перпендикулярно к ней (путепрокладчик).

Отвалы всех типов бульдозеров оснащаются механизмами с гидравлическим, механическим (канатно-блочным) или электромеханическим приводом для подъёма—опускания, поворотов в плане, перекосов в поперечной плоскости, наклона вперёд-назад по ходу. Бульдозеры снабжаются сменным оборудованием (рыхлителями, откосниками, уширителями, открылками и другими), расширяющим область их применения и повышающим эффективность на отдельных работах.

## Характеристики бульдозеров
- длина отвала — до 5500 мм
- масса отвала — до 32 т
- размеры отвала: ширина — до 7400 мм, высота — до 3250 мм
- высота с козырьком — 2300 мм
- подъём отвала — до 1780 мм
- заглубление отвала —до  800 мм
- расстояние перемещения породы — до 200 м
- мощность двигателя — до 603 кВт
- масса — до 155 тонн

## Применение бульдозеров
- послойное срезание и копание, разравнивание, планировка, перемещение горных пород, грунта, сыпучих материалов
- снятие плодородного поверхностного слоя грунта при подготовке строительных площадок
- перемещение грунта в зону действия одноковшового экскаватора при погрузке его в транспортное средство или отвал
- разработка неглубоких каналов с транспортированием грунта в отвал
- зачистка пологих откосов
- сооружение насыпей из резервов
- планировочные работы при зачистке оснований под фундаменты зданий и сооружений и планировке площадей и трасс
- устройство и ремонт подъездных дорог, устройство въездов на насыпи и выездов из выемок
- разработка грунта на косогорах
- обратная засыпка траншей и пазух фундаментов
- разравнивание грунта в отвалах
- перемещение сыпучих материалов
- подготовительные работы для валки отдельных деревьев, срезки кустарника, корчевка пней, удаление камней, расчистка поверхностей от мусора и снега
- вскрышные работы
- использование в качестве толкачей (например, скреперов) и тягачей

## Рабочие инструменты бульдозеров
- отвал
- толкающая рама
- механизм управления
- рыхлительные зубья, откосники, уширители, открылки (дополнительное оборудование)